# 邦憲王妃好子
邦憲王妃 好子（くにのりおうひ よしこ、1865年12月7日〈慶応元年10月20日〉 - 1941年〈昭和16年〉11月26日）は、日本の皇族。賀陽宮邦憲王の妃。醍醐忠順侯爵の長女で、旧名は醍醐好子。後陽成天皇の男系8世孫にあたる。

## 生涯
1892年（明治25年）11月26日、久邇宮家の邦憲王（当時）と結婚。1899年（明治32年）5月23日には、実家の醍醐侯爵家で、相続トラブルによる殺人事件が発生した。
賀陽宮妃となって以降も京都御所の西に居を構え、子女らと共に生活した。日露戦争後には、自ら夏用帽子を製作し、傷病兵に贈った。 1909年（明治42年）12月8日、邦憲王と死別。
1923年（大正12年）9月1日、山階宮武彦王の妃となり、第1子を懐妊していた次女佐紀子女王とともに神奈川県鎌倉市の由比ヶ浜別邸で静養していた際、関東大震災に被災する。好子妃は侍女や侍医と共に、佐紀子女王を守ろうと覆いかぶさったが、好子妃のみが負傷しながらも生き残った。好子妃は瀕死の侍医を労い、「国家の損失である」と声をかけると、侍医は感謝しつつ絶命した。
武彦王が震災発生後2時間後に駆けつけ、妃佐紀子女王の遺骸に対面した際、胎児だけでも助からないか侍医に下問したが、その可能性は無く、好子妃は落涙して悲しんだ。負傷した好子妃は、佐紀子女王の遺骸と共に鎌倉御用邸内のテントに移り、看護を受けた。
1924年（大正13年）10月17日、山科の勧修寺（真言宗）で佐紀子女王の一周忌を執り行う。好子妃は山階宮大妃常子及び清操院幾子とともに参列し、3人は顕敬の三聚浄戒と密教の三昧耶戒を受け、有髪の尼僧となった上、受明灌頂会に入壇して仏門への帰依を誓った。また佐紀子女王の遺品の着物（和服）から和幡6旗を調製し、山階宮家から同寺に寄進した。好子妃は和幡に触れて「綺麗に出来上がったこと」と涙ぐみ、常子大妃と共に佐紀子女王の生前の姿を回想した。
1938年（昭和13年）頃より、老衰のため静養していたところ、1941年（昭和16年）11月24日に嘔吐・悪寒・発熱等により急性腎盂腎炎と診断される。11月26日午前5時に胃出血により重体となり、同日午前6時30分、紀尾井町の賀陽宮御仮寓所で薨去した。
12月3日に葬場の儀が豊島岡墓地で執り行われた後、翌12月4日に墓所の儀が泉涌寺で執り行われた。

## 栄典
- 1895年（明治28年）12月10日 -勲二等宝冠章[10]
- 1906年（明治39年）11月3日  - 勲一等宝冠章[11]
- 1940年（昭和15年）8月15日 - 紀元二千六百年祝典記念章[12]